# Équipe de France féminine de softball
Pour les articles homonymes, voir Équipe de France.
Uniformes
L'équipe de France de softball féminin est l'équipe nationale qui représente la France dans les compétitions majeures de softball féminin : la Coupe du monde et les Championnats d'Europe. Elle est gérée par la Fédération française de baseball et softball (FFBS).

## Effectif actuel
La liste suivante indique les joueurs convoqués depuis le début de l'année 2014.
| Nom              | Poste | Naissance | Sélections (Pts marqués) | Club                         | Année de 1re sélection |
| ---------------- | ----- | --------- | ------------------------ | ---------------------------- | ---------------------- |
| Aurelie Bacelon  |       |           |                          | Pharaons d'Evry              |                        |
| Pricilla Barel   |       |           |                          | Cobras de Contes             |                        |
| Sarah Benchali   |       |           |                          | Lunéville softball           |                        |
| Aurelié Behr     |       |           |                          | Dunkerque                    |                        |
| Marjorie Brunel  |       |           |                          | Arvernes de Clermont-Ferrand |                        |
| Anaisie Bugna    |       |           |                          | Pharaons d'Evry              |                        |
| Hiroko Chareyron |       |           |                          | Outlaws Baseball Strasbourg  |                        |
| Elsa Domanico    |       |           |                          | Comanches de Toulon          |                        |
| Sandra Dymowiez  |       |           |                          | Cards de Meyzieu             |                        |
| Marie Garranas   |       |           |                          | Cards de Meyzieu             |                        |
| Charline Gartner |       |           |                          | Comanches de Toulon          |                        |
| Raïna Hunter     |       |           |                          | Comanches de Toulon          |                        |
| Camille Lemaire  |       |           |                          | Comanches de Toulon          |                        |
| Micha Labatut    |       |           |                          | BAT Paris                    |                        |
| Margaux Magnée   |       |           |                          | Comanches de Toulon          |                        |
| Manon Marie      |       |           |                          | BAT Paris                    |                        |
| Estelle Meyer    |       |           |                          | Le Thillay                   |                        |
| Carrie Pitcher   |       |           |                          | Comanches de Toulon          |                        |
| Pauline Prade    |       |           |                          | French Cubs de Chartres      |                        |
| Camille Riera    |       |           |                          | Comanches de Toulon          |                        |
| Farah Saidi      |       |           |                          | Cards de Meyzieu             |                        |
| Alienor Toumit   |       |           |                          | Cards de Meyzieu             |                        |
| Eloise Tribolet  |       |           |                          | Cards de Meyzieu             |                        |
| Nadia Voegele    |       |           |                          | Outlaws Baseball Strasbourg  |                        |
| Sophia Zouine    |       |           |                          | Comanches de Toulon          |                        |

## Sélectionneur
- Christian Blacher: ? - 2013
- Céline Lassaigne: à partir de 2013